# Cole Bishop
Cole Bishop (Boston, 24 ottobre 2002) è un giocatore di football americano statunitense che milita nel ruolo di safety per i Buffalo Bills della National Football League (NFL).

## Carriera universitaria
Nella sua prima stagione a Utah nel 2021, Bishop disputò 10 partite, partendo come titolare nelle ultime 6, chiudendo con 54 tackle e 3 sack. Nel 2022 partì come titolare in 13 gare su 14, guidando la squadra con 83 placcaggi, oltre a un intercetto e 1,5 sack. Nel 2023 fu inserito nella seconda formazione ideale della Pac-12 Conference.

## Carriera professionistica

### Buffalo Bills
Bishop fu scelto nel corso del secondo giro (60º assoluto) del Draft NFL 2024 dai Buffalo Bills. Debuttò come professionista subentrando nella gara del secondo turno contro i Miami Dolphins mettendo a segno un placcaggio. Nella sua prima stagione mise a segno 40 tackle, 2 passaggi deviati e un fumble forzato in 16 presenze, di cui 4 come titolare.